# Batman and the Mad Monk
Batman and the Mad Monk ou Batman e o Monge Louco é uma minissérie de história em quadrinhos, protagonizada pelo famoso super-herói da DC Comics, Batman, e foi publicada de 2006 a 2007. É ambientada durante a continuidade de Batman – Ano Um (Batman: Year One), e depois os acontecimentos de Batman e os Homens-Monstro (Batman and the Monster Men) e antes dos eventos de Batman – O Homem Que Ri (Batman: The Man Who Laughs). É a segunda parte da maxi-série de Matt Wagner, Dark Moon Rising, que são versões ampliadas e modernizadas das histórias do Batman da Era de Ouro.

## Trama
A continuação de Batman e os Homens-Monstro (2006) é, como sua antecessora, ambientada nos primeiros anos da carreira do Cruzado Encapuzado no combate ao crime. Quando a força policial de Gotham City, liderada por um jovem Capitão Gordon, encontra uma série de corpos com sangue drenados, Batman começa uma caçada ao serial killer, o que acaba levando direto a um culto liderado por uma figura carismática chamada Monge Louco, que tem como alvo a namorada de Bruce Wayne, Julie Madison, para ser a próxima vítima. A história atualiza um original de 1939 e capta o sabor das revistas pulp americanas dos anos 1930. O final da história resolve de vez o relacionamento entre Bruce e Julie, e o que talvez tenha ficado um pouco aquém é como o Monge é derrotado na trama, mas não é uma coisa que faça com que a história fique ruim, é somente um detalhe na trama.
Batman e o Monge Louco é uma história digna de dar continuidade ao universo criado em Ano Um, nos trazendo uma fascinante retratação desses casos iniciais do Homem-Morcego. Embora deixa bastante brechas para narrativas posteriores, trata-se de um arco fechado em si mesmo, contendo uma estrutura clara de início, meio e fim que somente irá decepcionar o leitor por alguns pequenos instantes.

## Publicação

### Publicação nos EUA
A minissérie de seis partes foi lançada originalmente em solo americano entre agosto de 2006 e janeiro de 2007 pela editora norte-americana DC Comics. A série foi escrita e ilustrada pelo criador de Grendel, o quadrinista Matt Wagner, e colorizada por Dave Stewart. As capas também foram ilustradas por Matt Wagner e colorizadas por Dave Stewart. A edição da revista ficou a cargo do editor Bob Schreck.

### Equipe de criação
| Edição | Cover date                      | Roteirista  | Desenhista  | Arte-finalista | Colorista    | Letrista original | Editor original |
| ------ | ------------------------------- | ----------- | ----------- | -------------- | ------------ | ----------------- | --------------- |
| 1–6    | Outubro de 2006 — Março de 2007 | Matt Wagner | Matt Wagner | Matt Wagner    | Dave Stewart | Rob Leigh         | Bob Schreck     |

### Coletâneas
As aventuras originais da Batman and the Mad Monk foi compilada e lançada nos EUA nos seguintes encadernados:
- Batman and the Mad Monk republica as histórias originais da Batman and the Mad Monk 1–6, capa comum, 144 páginas, DC Comics, 18 de abril de 2007, ISBN 978-1401212810.[7][8]

### Publicação no Brasil
Publicada originalmente – e pela única vez – no Brasil, pela editora Panini Comics, na revista mensal "Batman – Extra" 4–5, de abril e maio de 2007 — formato americano, colorido, lombada com grampos e preço de capa de R$ 5,90 (preço da época).
| Editora       | Revista        | Publicação     | Histórias originais         | Páginas | Editor           | ISSN               | Ref. |
| ------------- | -------------- | -------------- | --------------------------- | ------- | ---------------- | ------------------ | ---- |
| Panini Comics | Batman Extra 4 | Julho de 2007  | Batman and the Mad Monk 1–3 | 84      | Fabiano Denardin | ISSN 1981-151-9-04 |      |
| Panini Comics | Batman Extra 5 | Agosto de 2007 | Batman and the Mad Monk 4–6 | 76      | Fabiano Denardin | ISSN 1981-151-9-05 |      |

## Continuidade
- O final desta história relaciona-se com o final do Ano Um e nos leva até Batman – O Homem Que Ri (Batman: The Man Who Laughs), que mostra o primeiro encontro do Batman com o Coringa ("Joker").[4]
- Durante o monólogo interno da edição 1, Batman menciona o envolvimento da Mulher-Gato ("Catwoman") nos eventos do Ano Um e e o futuro do Coringa ("Primeiro, ela... e então aquele pobre coitado com uma capa e um capuz vermelho").[4][9]